# 大島村 (北海道)
大島村（おおしまむら）は、かつて北海道松前郡に存在した村である。北海道本島に位置しており、渡島大島とは無関係である。

## 沿革
- 1915年（大正4年）4月1日 - 北海道二級町村制施行により松前郡江良町村、原口村、清部村が合併し、大島村が発足。函館支庁に所属。
- 1922年（大正11年）8月3日 - 支庁の名称変更により渡島支庁に所属。
- 1954年（昭和29年）7月1日 - 松前郡松前町、大沢村、小島村と合併し、松前町を新設し消滅。